# Eregion
Eregion, dagli Uomini chiamata Agrifogliere (in inglese Hollin), è una regione di Arda, l'universo immaginario fantasy creato dallo scrittore inglese J. R. R. Tolkien. Questa regione si trova a sud di Gran Burrone ed è delimitata ad est dalle Montagne Nebbiose, ad ovest dal fiume Bruinen e a sud confina con le terre del Dunland. Dall'Eregion si accede ai Cancelli Occidentali di Moria.

## Storia
Nella Seconda Era questa regione era abitata dagli Elfi, in particolare da buona parte dei Noldor rimasti nella Terra di Mezzo. A governare questo reame furono, prima di spostarsi a Lothlórien, Galadriel e Celeborn. In seguito a governare questa regione fu Celebrimbor, un nipote di Fëanor; Celebrimbor grazie all'aiuto di Annatar creò gli Anelli del Potere; quando però si accorse che Annatar era in verità Sauron, l'Oscuro Signore, decise di nascondere i tre anelli elfici Vilya, Narya, e Nenya per evitare che cadessero sotto il potere del nemico. Galadriel e Celeborn, che avevano ostacolato Annatar, erano stati costretti ad andarsene dagli artigiani elfici, desiderosi di apprendere la saggezza di Annatar-Sauron. Il gesto di Celebrimbor, che si pentì e chiese l'aiuto della Dama dei Noldor, fece scoppiare la guerra tra Sauron e gli Elfi (1695-1700 circa). Durante la guerra la regione dell'Eregion fu devastata dalla furia di Sauron e gli elfi sopravvissuti la abbandonarono rifugiandosi a Lindon, Lothlórien, e Gran Burrone. Tuttavia, grazie a Gil-galad, a Elrond, Celeborn e Amroth, figlio del Re di Lórien Amdír, ma soprattutto al grande esercito inviato da Númenor dal Re Tar-Minastir, Sauron venne sconfitto e si rifugiò a Mordor umiliato, meditando vendetta contro gli Elfi e i Dunedain per molti secoli.
(J. R. R. Tolkien, Il Signore degli Anelli, La Compagnia dell'Anello, "L'Anello va a sud", libro secondo, capitolo III)
La città più grande (e forse l'unica) dell'Eregion è Ost-in-Edhil, dove si suppone che Celebrimbor abbia forgiato gli Anelli.

## La Guerra dell'Anello
L'Eregion, dopo la devastazione di Sauron, rimase disabitato. Solo i Raminghi di tanto in tanto ci passavano. Nel 3019 T.E. la Compagnia dell'Anello osò sfidare l'Eregion e il Caradhras (o Cancello Cornorosso). Costretti dalla tormenta che li sorprese sulle Montagne Nebbiose i Nove Viandanti intrapresero la via di Moria, dove Gandalf perì nello scontro con il Balrog.